# Dirka po Švici
Dirka po Švici (francosko Tour de Suisse) je vsakoletna osemdnevna etapna velika enotedenska dirka, ki od leta 1933 poteka po Švici in poteka v drugi polovici junija. Skupaj z dirko Critérium du Dauphiné velja za pripravljalno dirko za Tour de France, ki se začne dva tedna kasneje. Od leta 2011 je del UCI World Tour. Najuspešnejši kolesar v zgodovini dirke je Pasquale Fornara s štirimi zmagami, Simon Špilak je kot edini slovenski kolesar osvojil dirko v letih 2015 in 2017.

## Zmagovalci
| Leto    | Zmagovalec                                          | Drugouvrščeni                                       | Tretjeuvrščeni                                      |
| ------- | --------------------------------------------------- | --------------------------------------------------- | --------------------------------------------------- |
| 1933    | Max Bulla                                           | Albert Büchi                                        | Gaspard Rinaldi                                     |
| 1934    | Ludwig Geyer                                        | Léon Level                                          | Francesco Camusso                                   |
| 1935    | Gaspard Rinaldi                                     | Leo Amberg                                          | Henri Garnier                                       |
| 1936    | Henri Garnier                                       | Gustaaf Deloor                                      | Leo Amberg                                          |
| 1937    | Karl Litschi                                        | Leo Amberg                                          | Walter Blattmann                                    |
| 1938    | Giovanni Valetti                                    | Arsène Mersch                                       | Severino Canavesi                                   |
| 1939    | Robert Zimmermann                                   | Max Bolliger                                        | Christophe Didier                                   |
| 1940    | druga svetovna vojna                                | druga svetovna vojna                                | druga svetovna vojna                                |
| 1941    | Josef Wagner                                        | Werner Buchwalder                                   | Ferdi Kübler                                        |
| 1942    | Ferdi Kübler                                        | Willy Kern                                          | Fritz Stocker                                       |
| 1943-45 | druga svetovna vojna                                | druga svetovna vojna                                | druga svetovna vojna                                |
| 1946    | Gino Bartali                                        | Josef Wagner                                        | Aldo Ronconi                                        |
| 1947    | Gino Bartali                                        | Giulio Bresci                                       | Stan Ockers                                         |
| 1948    | Ferdi Kübler                                        | Giulio Bresci                                       | Hans Sommer                                         |
| 1949    | Gottfried Weilenmann                                | Georges Aeschlimann                                 | Ernst Stettler                                      |
| 1950    | Hugo Koblet                                         | Jean Goldschmit                                     | Aldo Ronconi                                        |
| 1951    | Ferdi Kübler                                        | Hugo Koblet                                         | Alfredo Martini                                     |
| 1952    | Pasquale Fornara                                    | Ferdi Kübler                                        | Carlo Clerici                                       |
| 1953    | Hugo Koblet                                         | Fritz Schär                                         | Danilo Barozzi                                      |
| 1954]   | Pasquale Fornara                                    | Agostino Coletto                                    | Giancarlo Astrua                                    |
| 1955    | Hugo Koblet                                         | Stan Ockers                                         | Carlo Clerici                                       |
| 1956    | Rolf Graf                                           | Fritz Schär                                         | Joseph Planckaert                                   |
| 1957    | Pasquale Fornara                                    | Edgard Sorgeloos                                    | Attilio Moresi                                      |
| 1958    | Pasquale Fornara                                    | Hans Junkermann                                     | Antonino Catalano                                   |
| 1959    | Hans Junkermann                                     | Henry Anglade                                       | Federico Bahamontes                                 |
| 1960    | Alfred Rüegg                                        | Kurt Gimmi                                          | René Strehler                                       |
| 1961    | Attilio Moresi                                      | Hilaire Couvreur                                    | Alfred Rüegg                                        |
| 1962    | Hans Junkermann                                     | Franco Balmamion                                    | Aldo Moser                                          |
| 1963    | Giuseppe Fezzardi                                   | Rolf Maurer                                         | Attilio Moresi                                      |
| 1964    | Rolf Maurer                                         | Franco Balmamion                                    | Italo Zilioli                                       |
| 1965    | Franco Bitossi                                      | Jozef Huysmans                                      | Marcello Mugnaini                                   |
| 1966    | Ambrogio Portalupi                                  | Carlo Chiappano                                     | Rudi Zollinger                                      |
| 1967    | Gianni Motta                                        | Rolf Maurer                                         | Luis Pedro Santamarina                              |
| 1968    | Louis Pfenninger                                    | Robert Hagmann                                      | Herman Van Springel                                 |
| 1969    | Vittorio Adorni                                     | Aurelio González                                    | Bernard Vifian                                      |
| 1970    | Roberto Poggiali                                    | Louis Pfenninger                                    | Primo Mori                                          |
| 1971    | Georges Pintens                                     | Louis Pfenninger                                    | Ugo Colombo                                         |
| 1972    | Louis Pfenninger                                    | Roger Pingeon                                       | Michele Dancelli                                    |
| 1973    | José Manuel Fuente                                  | Donato Giuliani                                     | Wladimiro Panizza                                   |
| 1974    | Eddy Merckx                                         | Gösta Pettersson                                    | Louis Pfenninger                                    |
| 1975    | Roger De Vlaeminck                                  | Eddy Merckx                                         | Louis Pfenninger                                    |
| 1976    | Hennie Kuiper                                       | Michel Pollentier                                   | José Pesarrodona                                    |
| 1977    | Michel Pollentier                                   | Lucien Van Impe                                     | Bert Pronk                                          |
| 1978    | Paul Wellens                                        | Ueli Sutter                                         | Josef Fuchs                                         |
| 1979    | Wilfried Wesemael                                   | Rudy Pevenage                                       | Leonardo Mazzantini                                 |
| 1980    | Mario Beccia                                        | Josef Fuchs                                         | Joop Zoetemelk                                      |
| 1981    | Beat Breu                                           | Josef Fuchs                                         | Leonardo Natale                                     |
| 1982    | Giuseppe Saronni                                    | Theo de Rooij                                       | Guido Van Calster                                   |
| 1983    | Sean Kelly                                          | Peter Winnen                                        | Jean-Marie Grezet                                   |
| 1984    | Urs Zimmermann                                      | Acácio da Silva                                     | Gerhard Zadrobilek                                  |
| 1985    | Phil Anderson                                       | Niki Rüttimann                                      | Guido Winterberg                                    |
| 1986    | Andrew Hampsten                                     | Robert Millar                                       | Greg LeMond                                         |
| 1987    | Andrew Hampsten                                     | Peter Winnen                                        | Fabio Parra                                         |
| 1988    | Helmut Wechselberger                                | Steve Bauer                                         | Acácio da Silva                                     |
| 1989    | Beat Breu                                           | Daniel Steiger                                      | Jörg Müller                                         |
| 1990    | Sean Kelly                                          | Robert Millar                                       | Andrew Hampsten                                     |
| 1991    | Luc Roosen                                          | Pascal Richard                                      | Andrew Hampsten                                     |
| 1992    | Giorgio Furlan                                      | Gianni Bugno                                        | Fabian Jeker                                        |
| 1993    | Marco Saligari                                      | Rolf Järmann                                        | Fernando Escartín                                   |
| 1994    | Pascal Richard                                      | Volodimir Pulnikov                                  | Gianluca Pierobon                                   |
| 1995    | Pavel Tonkov                                        | Alex Zülle                                          | Zenon Jaskuła                                       |
| 1996    | Peter Luttenberger                                  | Gianni Faresin                                      | Gianni Bugno                                        |
| 1997    | Christophe Agnolutto                                | Oscar Camenzind                                     | Jan Ullrich                                         |
| 1998    | Stefano Garzelli                                    | Beat Zberg                                          | Wladimir Belli                                      |
| 1999    | Francesco Casagrande                                | Laurent Jalabert                                    | Gilberto Simoni                                     |
| 2000    | Oscar Camenzind                                     | Dario Frigo                                         | Wladimir Belli                                      |
| 2001    | Lance Armstrong                                     | Gilberto Simoni                                     | Wladimir Belli                                      |
| 2002    | Alex Zülle                                          | Piotr Wadecki                                       | Nicolas Fritsch                                     |
| 2003    | Aleksander Vinokurov                                | Giuseppe Guerini                                    | Óscar Pereiro                                       |
| 2004    | Jan Ullrich                                         | Fabian Jeker                                        | Dario David Cioni                                   |
| 2005    | Aitor González                                      | Michael Rogers                                      | Jan Ullrich                                         |
| 2006    | Jan Ullrich                                         | Koldo Gil                                           | Jörg Jaksche                                        |
| 2007    | Vladimir Karpec                                     | Kim Kirchen                                         | Stijn Devolder                                      |
| 2008    | Roman Kreuziger                                     | Andreas Klöden                                      | Igor Antón                                          |
| 2009    | Fabian Cancellara                                   | Tony Martin                                         | Roman Kreuziger                                     |
| 2010    | Fränk Schleck                                       | Lance Armstrong                                     | Jakob Fuglsang                                      |
| 2011    | Levi Leipheimer                                     | Damiano Cunego                                      | Steven Kruijswijk                                   |
| 2012    | Rui Costa                                           | Fränk Schleck                                       | Levi Leipheimer                                     |
| 2013    | Rui Costa                                           | Bauke Mollema                                       | Roman Kreuziger                                     |
| 2014    | Rui Costa                                           | Matthias Frank                                      | Bauke Mollema                                       |
| 2015    | Simon Špilak                                        | Geraint Thomas                                      | Tom Dumoulin                                        |
| 2016    | Miguel Ángel López                                  | Jon Izagirre                                        | Warren Barguil                                      |
| 2017    | Simon Špilak                                        | Damiano Caruso                                      | Steven Kruijswijk                                   |
| 2018    | Richie Porte                                        | Jakob Fuglsang                                      | Nairo Quintana                                      |
| 2019    | Egan Bernal                                         | Rohan Dennis                                        | Patrick Konrad                                      |
| 2020    | odpoved zaradi Pandemije koronavirusne bolezni 2019 | odpoved zaradi Pandemije koronavirusne bolezni 2019 | odpoved zaradi Pandemije koronavirusne bolezni 2019 |
| 2021    | Richard Carapaz                                     | Rigoberto Urán                                      | Jakob Fuglsang                                      |
| 2022    | Geraint Thomas                                      | Sergio Higuita                                      | Jakob Fuglsang                                      |
| 2023    | Mattias Skjelmose                                   | Juan Ayuso                                          | Remco Evenepoel                                     |
| 2024    | Adam Yates                                          | João Almeida                                        | Mattias Skjelmose                                   |
| 2025    | João Almeida                                        | Kevin Vauquelin                                     | Oscar Onley                                         |